# Vlag van Donetsk (stad)

Vlag van Donetsk

De vlag van Donetsk bestaat uit twee even hoge horizontale banen in de kleuren blauw en zwart, met in het midden een schild waarop een hand onder een kleine ster een hamer vasthoudt. De kleuren en elementen zijn afkomstig uit het stadswapen en symboliseren de geschiedenis en actualiteit van Donetsk als centrum van zware industrie.
Het wapen past in de traditie van de socialistische heraldiek en symboliseert daarmee (al dan niet bedoeld) de weerzin van Donetsk en omgeving tegen hervormingsplannen van prowesterse Oekraïense politici; Donetsk is de machtsbasis van Janoekovytsj' Partij van de Regio's die beschouwd wordt als pro-Russisch, communistisch en oligarchisch.
Het ontwerp van de vlag van de stad Donetsk heeft dat van de vlag van de oblast Donetsk beïnvloed.